# 贝加德列瓦纳
贝加德列瓦纳，是西班牙坎塔布里亚的一个市镇。总面积133平方公里，总人口964人（2001年），人口密度7人/平方公里。